# Sharon Finneran
Pour les articles homonymes, voir Finneran.
Sharon Evans Finneran, née le 4 février 1946 à Rockville Centre, est une nageuse américaine.

## Carrière
Sharon Finneran fait partie de la délégation américaine présente aux Jeux olympiques de 1964 de Tokyo ; elle  remporte la médaille d'argent sur 400 mètres quatre nages. Elle remporte aussi l'or aux Jeux panaméricains de 1963, sur 400 mètres nage libre.
Elle intègre l'International Swimming Hall of Fame en 1985.